# Victor Zamora
Victor Zamora (Mata , 14 de novembro de 1973), é um músico cubano radicado em Portugal desde 1999. Compositor, mas plástico o suficiente para interpretar brilhantemente a música dos outros, faz com que se tenha tornado ao longo dos anos num dos pianistas acompanhadores mais requisitado em Portugal.

## Biografia
Nascido em Villa Clara, é à origem cubana e ao mundo do jazz onde se inscreve que as suas composições vão buscar um tom único. A rigorosa formação musical que recebeu em Cuba, temperada pelo som das ruas, foram alimento para a imaginação de uma criança fascinada por música. Um passado de histórias que o poderiam ter levado à guitarra e não ao piano, a descoberta deste como extensão de si, explicam a intensidade com que toca, sempre exigente e precisa. Compositor, mas plástico o suficiente para interpretar brilhantemente a música dos outros, faz com que se tenha tornado ao longo dos anos num dos pianistas acompanhadores mais requisitado em Portugal. Paulo de Carvalho, Salvador Sobral, Ivan Lins, Dulce Pontes, Selma Uamuse, Paulo Flores, Vitorino Salomé, Luís Represas, Júlio Fowler, Teté Alhinho, Jazzafari, Carlos Mendes, Maria Anadon, Maria Viena, Paula Oliveira, Philip Hammilton, Theo Pascal e Carmen Sousa, Jacinta, Diego el Gavi, Danielle Mille, Thierry Eliez, Wayne Escoffery, Carlos Barretto, José Salgueiro, Alexandre Frazão, Nelson Cascais, Bruno Pedroso, André Sousa Machado, Ricardo Toscano, Maria João são apenas alguns exemplos.
Apenas quando já tinha 15 anos decide apresentar-se sozinho numa Casa de Cultura que havia perto de sua casa e pedir para aprender música. Propuseram-lhe prender a tocar tres e rapidamente consegue dominar os acordes principais daquele instrumento. Começa então a tocar numa banda tradicional, que se chamava “Los Standards”. Nesse mesmo ano, chegou um piano à Casa de Cultura de Mata e percebe que seria simples transpor os acordes de guitarra para o teclado. Começa logo a tocar piano e percebe que a sua vida passaria por ali. 
É então que decide ir para Santa Clara e fazer o exame de candidatura à EPIA Escola de Artes de Santa Clara, concorrendo com candidatos que vinham das Escolas Vocacionais (formação dos 6 aos 15 anos) e que tinham uma formação musical muito mais avançada. 
Consegue passar no exame de admissão à Escola Provincial de Santa Clara, mas encontra um novo problema: já não havia vagas para estudar piano. A única possibilidade seria estudar guitarra clássica, à qual se dedica zelosamente). No entanto, sempre que podia, estudava piano de forma quase clandestina, com ajuda de uma professora de piano que percebe que esse seria o seu destino. Começa então a ser convidado para tocar piano com algumas bandas locais com quem passa a ter muito trabalho.
Em 1990, com apenas 17 anos, e com um ano para concluir o curso é convidado por um guitarrista de Jazz que precisava de um pianista para formar uma banda. Na audição é contratado e encontra um problema: se largasse a escola, onde estudava sobretudo guitarra, teria que ir cumprir o serviço militar o que representaria um enorme atraso no trabalho como músico.  Mesmo assim, decide arriscar e ir trabalhar para Varadero com esse guitarrista de Jazz muito respeitado que escreve à empresa de música do Estado para a qual Victor Zamora trabalhava a pedir que fosse dispensado do serviço militar, invocando o elevado contributo que eu prestava à música cubana. O pedido foi aceite e não mais parou de tocar piano. Foi a tocar a solo no piano-bar de um hotel em Varadero, 3 anos mais tarde, que pôde desenvolver verdadeiramente o seu conhecimento de todas as dimensões de um piano acústico. 
Alguns anos mais tarde uns amigos portugueses, que conhecera em Cuba, decidiram abrir em Sintra um bar cubano com esse conceito de piano-bar e, em 1999, convidam-no a vir trabalhar para Portugal. Reproduz aí o regime que praticava em Varadero: ao lado do piano havia um livro  com centenas de pautas (músicas inglesas, francesas, alemãs, portuguesas, centenas de músicas brasileiras) que teve de aprender. 
Passados 6 meses recebe um convite para tocar no Hotel de Penha Longa, e é nesse contexto que recebe convites para acompanhar ao piano muitos artistas já consagrados em Portugal, como Paulo de Carvalho, Dulce Pontes, Vitorino. Conhece também Maria Anadon, com que passa a trabalhar regularmente no registo do Jazz. 
Frequentador, desde a sua chegada a Portugal, dos lugares do jazz, desenvolve uma forte admiração pela comunidade de músicos de Jazz em Lisboa. Os irmãos Moreira (o Pedro, o João e o Bernardo), Bernardo Sassetti, Maria João, Mário Laginha, Yuri Daniel e o José Salgueiro, entre outros. Sente que, culturalmente, Portugal é um país muito inspirador pelo cruzamento constante de estilos musicais (na mesma semana pode-se tocar mornas, flamenco, bossa-nova, standards da costa leste americana, e tudo te parece natural), e onde percebe que estará sempre em desafio cosigo mesmo, sempre no combate por novas sonoridades. 
Deste combate já nasceram pela sua mão vários projetos musicais (além do trabalho em nome próprio com Victor Zamora Trio) como por exemplo Alma Nuestra com Salvador Sobral em 2016, Diego el Gavi Quartet em 2017, Cubaflamen em 2018 e mais recentemente, em 2020, Grácias Compay! - Victor Zamora Y Sexteto Cuba, um projecto de tributo à música tradicional cubana dos anos 30 e 40.

## Discografia
- Influências (2011)
- Alma Nuestra (2019)

## Festivais
- Lagoa JazzFest (2008) com Victor Zamora Quinteto
- Évora Jazz Fest (2011) com Victor Zamora Trio
- Seixal Jazz (2017) com The Mingus Project
- Estarrejazz - Festival de Jazz de Estarreja (2017) com Alma Nuestra
- Festival Kulturwerkstatt de Paderborn (2018)com Maria Anadon Latin Jazz Quartet
- Festival QuebraJazz Coimbra (2019) com Alma Nuestra
- Festival Internacional de Jazz do Litoral Alentejano (2019) com Alma Nuestra
- Festival de Jazz de San Sebastián’' -  KURSAAL (2020) com Alma Nuestra
- Aqui Há Jazz! Sesimbra (2020) com Carlos Barretto
- Festival Todos Lisboa (2021) com Diego el Gavi

## Auditórios
- Teatro São Luís Lisboa, com Alma Nuestra (fevereiro 2019)
- Casa da Cerca Almada, com Grácias Compay! Victor Zamora y Sexteto Cuba (agosto 2019)
- Praça ExpoLima Ponte de Lima (2020) com Maria Anadon Latin Jazz Quartet

## Gravações de Estúdio
- Puerta del Alma de Diego el Gavi (2019)
- Para que me amaras de Júlio Fowler (2020)

## Produções Musicais
- Puerta del Alma de Diego el Gavi (2019)

1. ↑  https://shifter.pt/2019/03/evora-jazz-fest-2019/
2. ↑  https://infocul.pt/arquivo/cultura/alma-nuestra-com-salvador-sobral-e-victor-zamora-anuncia-disco-para-2019-c-som-e-fotos/
3. ↑  https://www.alagamares.com/diego-el-gavi-o-flamenco-com-ligacoes-sintrenses/
4. ↑  https://www.publico.pt/2021/06/19/culturaipsilon/noticia/victor-zamora-celebra-cultura-cubana-casa-cerca-gracias-compay-1967133